# Domkirche St. Ansgar (Kopenhagen)

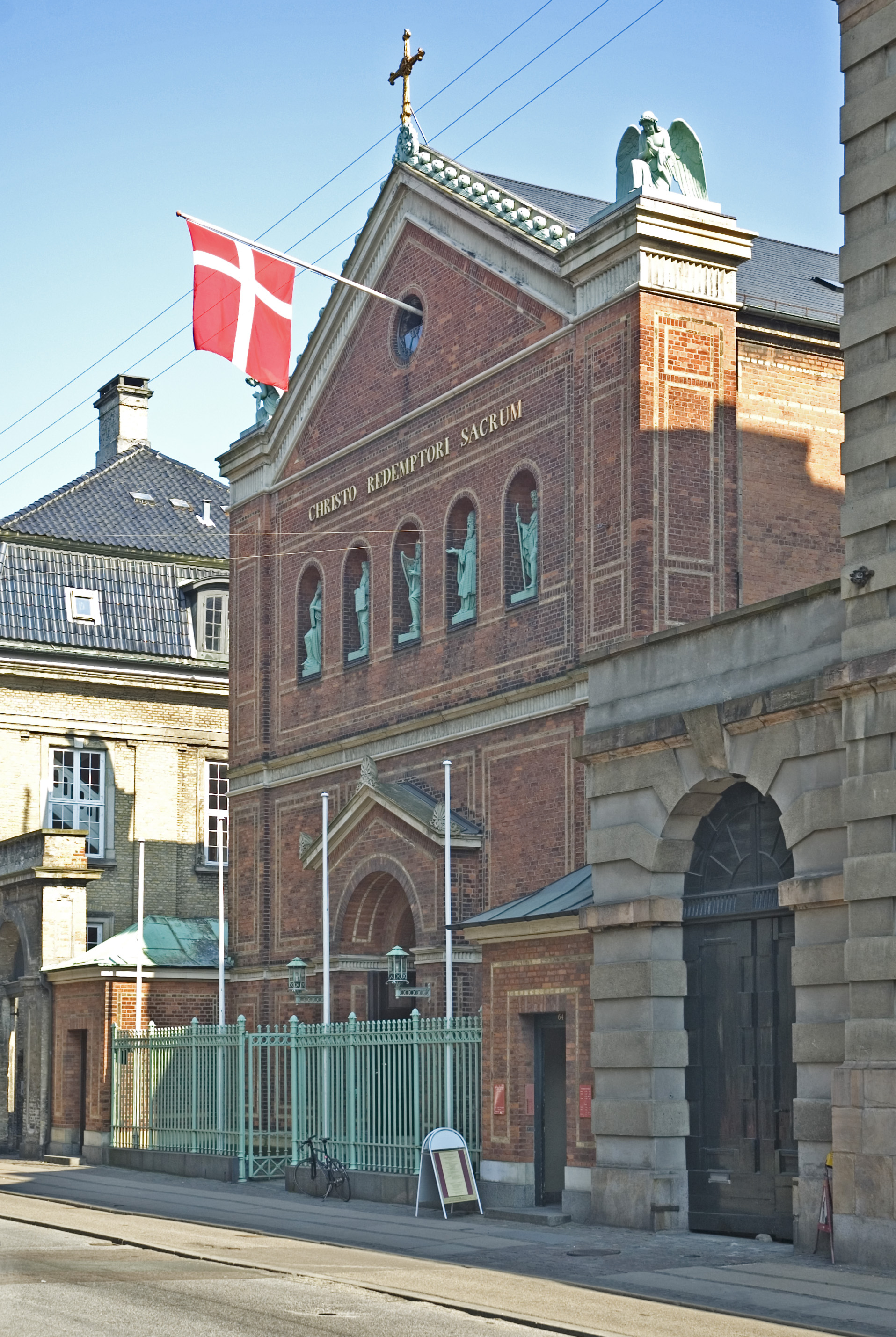
St. Ansgar

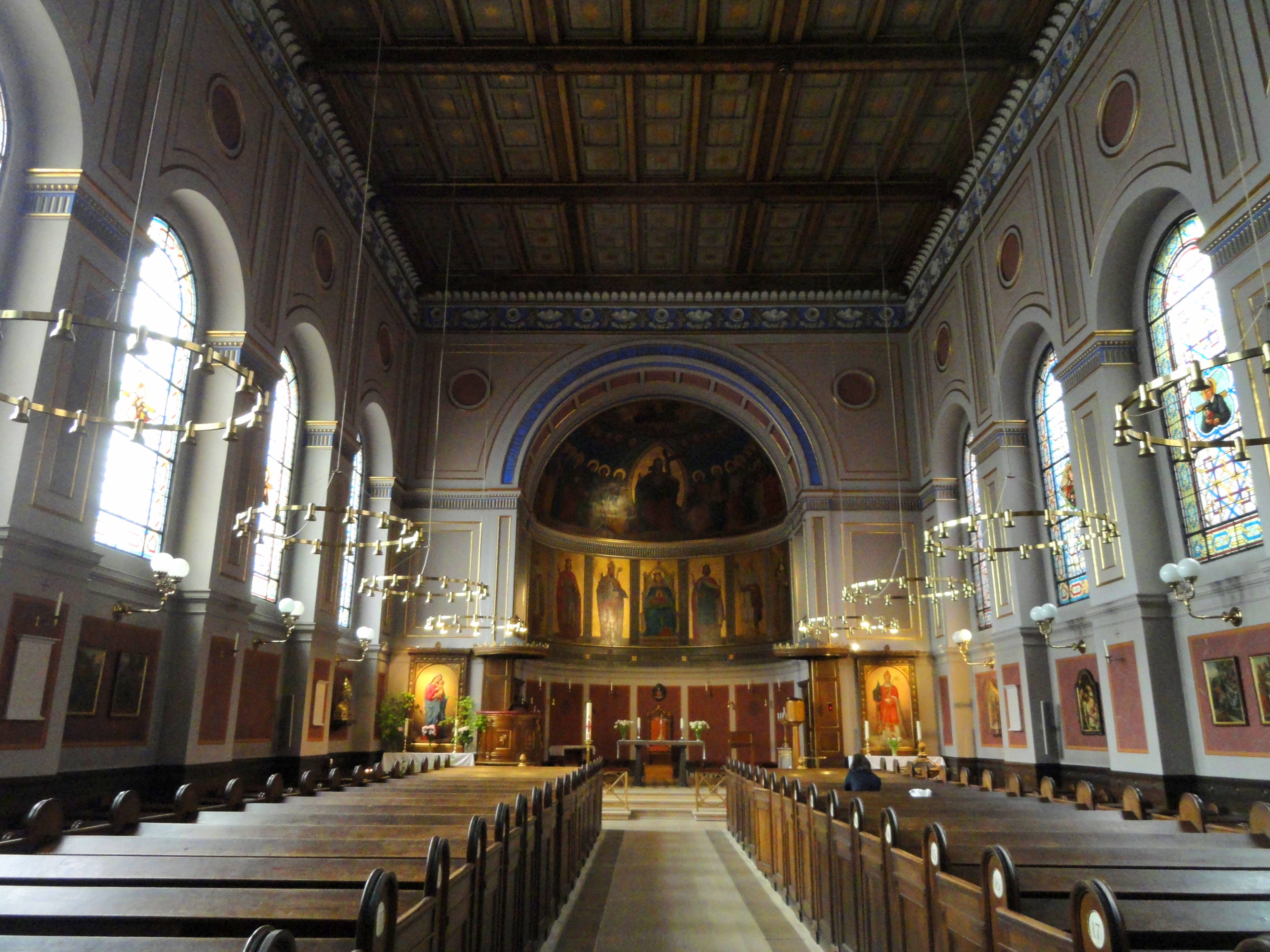
Innenraum

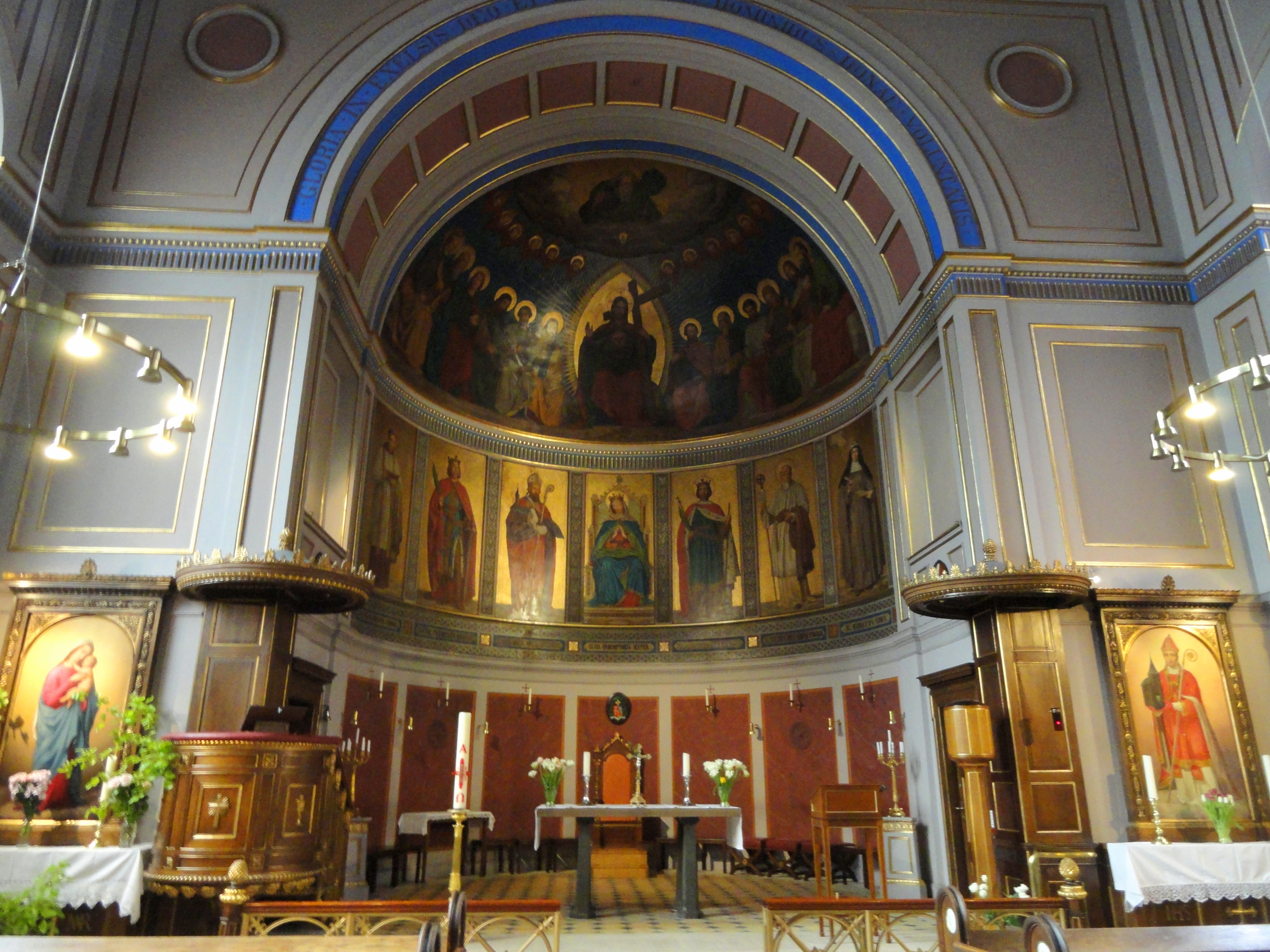
Chorbereich

Die Domkirche St. Ansgar (dänisch Sankt Ansgars Kirke – Katolsk Domkirke) in der dänischen Hauptstadt Kopenhagen ist die Bischofskirche des römisch-katholischen Bistums Kopenhagen, das ganz Dänemark, die Färöer und Grönland umfasst.

## Geschichte
An der Stelle der heutigen Kirche stand bereits seit 1764 eine kleine katholische Kapelle, die von Kaiserin Maria Theresia finanziert wurde. Die heutige Kirche wurde von dem deutschstämmigen Architekten Gustav Friedrich Hetsch entworfen. Er war zu dieser Zeit einer der führenden Architekten Dänemarks. Der Grundstein wurde 1840 gelegt, die Weihe erfolgte bereits am 1. November 1842. Das ursprüngliche Patrozinium war St. Salvator, „Heiland“; daran erinnert die lateinische Inschrift über dem Portal Christo redemptori sacrum – „Christus dem Erlöser geweiht“. Später erfolgte die Umbenennung nach Ansgar von Bremen, dem Apostel des Nordens. Als Baumaterial für die klassizistische Kirche diente roter Backstein. Die Finanzierung erfolgte hauptsächlich aus dem Erbe des katholischen Einwohners Christian Peter Bianco. 
Die Kirche war zwar nicht von Beginn an Kathedrale und nur für katholische Ausländer bestimmt, spielte aber eine besondere Rolle für die dänischen Katholiken. Die Religionsfreiheit wurde erst 1849 in Dänemark eingeführt. 1868 wurde von Papst Pius IX. die Apostolische Präfektur Dänemark eingerichtet, die 1892 zum Apostolischen Vikariat aufgewertet wurde. Dieses wurde erst 1953 zum Bistum erhoben, weshalb die Ansgarkirche erst damit zur vollwertigen Kathedrale erhoben wurde, obwohl sie bereits seit nahezu 100 Jahren diese Funktion hatte. Die letzte Renovierung erfolgte 1988 bis 1992 unter Vilhelm Wohlert.

## Architektur und Ausstattung
Die Kirche ist etwa 31 Meter lang, 13 Meter breit und bietet 300 Sitzplätze. Die originalen Holzbänke mit den habsburgischen Wappen sind noch in Benutzung.
Ursprünglich waren Klarglasfenster eingebaut. Auf Betreiben von Bischof Johannes von Euch wurden diese jedoch von 1885 bis 1894 durch helle Buntglasmosaike ersetzt, die Heilige zeigen.
Das Altargemälde wurde von Leopold Kupelwieser, Professor an der Akademie der Schönen Künste in Wien, geschaffen. Es war ein Geschenk Kaiser Ferdinands I. von Österreich. 1864/1865 wurde die Apsis von Joseph Settegast aus Düsseldorf nach Hetschs Plänen ausgestaltet. Das Thema des Gemäldes ist die Dreifaltigkeit, die von dänischen und weiteren nordischen Heiligen flankiert wird. Der Kathedrale gehört eine umfangreiche Sammlung an Gemälden und Skulpturen. Einige sind in der Kirche zu sehen, viele weitere wurden auf andere katholische Kirchen im Land verteilt, unter anderem an das Kloster Aasebakken.
Die Kathedra befindet sich seit 1995 in der Mitte des Chores, ein neuer Altar stammt von Vilhelm Wohlert.
Die Kathedrale beherbergt die Schädelreliquie von Papst Lucius I. (St. Lucius), die vorher in der Kathedrale von Roskilde aufbewahrt wurde. Eine Radiokarbonuntersuchung der Universität Aarhus ergab, dass der Schädel zwischen 340 und 431 zu datieren sei. Somit ist es auszuschließen, dass es sich bei der Reliquie um Lucius I. handelt, der 254 in Rom starb.

## Orgel
Die erste Orgel von Marcussen & Reuter aus Aabenraa wurde 1841 eingebaut (II/P/21). 1912 von Immanuel Starup auf 32 Register erweitert, wurde die Orgel 1969 abgebrochen, weil die Gemeinde die finanziellen Mittel für eine umfassende Reparatur nicht aufbringen konnte. Stattdessen wurde 1969 eine neobarocke Orgel der Firma Kemper in Lübeck angeschafft (II/P/15), die zwar funktionstüchtig, auf Dauer aber klanglich zu einseitig war und den Kirchenraum nicht füllen konnte. Darum wurde als drittes Instrument 1995 eine Orgel von I. Starup eingebaut, die ursprünglich 1935 für die Sionskirche im Kopenhagener Stadtteil Østerbro angefertigt und 1949 und 1980 von der Erbauerfirma umdisponiert worden war. Da das Schwellwerk 1995 beim Einbau in St. Ansgar anders platziert werden musste, gestaltete Prof. Vilhelm Wohlert einen neuen Prospekt, den der Orgelbauer Albert E. Lang ausführte. Die Disposition lautet (II/P/20 + 2 Pedaltransmissionen):
| I Hovedværk C–a3 |            |     |
| 1.               | Bordun     | 16′ |
| 2.               | Principal  | 8′  |
| 3.               | Rørfløjte  | 8′  |
| 4.               | Oktav      | 4′  |
| 5.               | Gemshorn   | 4′  |
| 6.               | Oktav      | 2′  |
| 7.               | Cornet III |     |
| 8.               | Mixtur IV  |     |

| II Svelleværk C–a3 |                 |    |
| 9.                 | Blokfløjte      | 8′ |
| 10.                | Quintatøn       | 8′ |
| 11.                | Principal       | 4′ |
| 12.                | Gedaktfløjte    | 4′ |
| 13.                | Valdfløjte      | 2′ |
| 14.                | Sesquialtera II |    |
| 15.                | Scharf III      |    |
| 16.                | Obo             | 8′ |

| Pedal C–f1 |                     |     |
| 17.        | Subbas              | 16′ |
|            | Ekkobas (= Nr. 1)   | 16′ |
| 18.        | Principal           | 8′  |
|            | Basfløjte (= Nr. 3) | 8′  |
| 19.        | Oktav               | 4′  |
| 20.        | Fagot               | 16′ |

- Koppeln: I/I super, II/I, II/I sub, II/I super, I/P, II/P, II/P super
- Traktur: elektrische Spiel- und Registertraktur, pneumatische Balgventilwindladen
- Spielhilfen: Absteller für Zungen, Mixturen und Superoktavkoppeln; Generalcrescendo; 3 freie Kombinationen

## Glocken
Der Glockenturm wurde erst 1943 von Gunnar Glahn errichtet und beherbergt heute drei Glocken. Die größte Glocke mit dem Schlagton F trägt den Namen Heilandsglocke. Die mittelgroße Glocke heißt St. Ansgar und schlägt den Ton a. Die kleine Marienglocke schlägt den Ton b.